# Miasto portowe

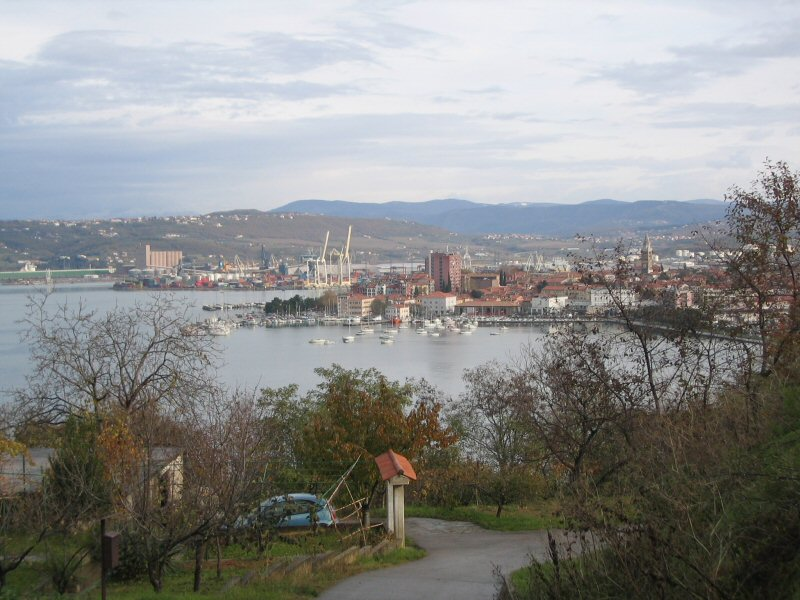
Koper – miasto portowe w Słowenii

Miasto portowe – miasto, którego główną funkcją miastotwórczą jest przeładunek towarów oraz transfer pasażerów z drogi lądowej na drogę wodną i odwrotnie. Charakter portowy mają m.in. Aleksandria, Rotterdam, Hamburg, Gdańsk i Szczecin.